# Carl Hårleman (ginnasta)
Carl Hårleman (Västerås, 23 giugno 1886 – Halmstad, 20 agosto 1948) è stato un ginnasta e astista svedese.

## Palmarès

### Olimpiadi
- Oro a Londra 1908 nella ginnastica - concorso a squadre.